# Delia cerealis
Delia cerealis este o specie de muște din genul Delia, familia Anthomyiidae. A fost descrisă pentru prima dată de David D. Gillette în anul 1904. Conform Catalogue of Life specia Delia cerealis nu are subspecii cunoscute.